# Abri Castanet

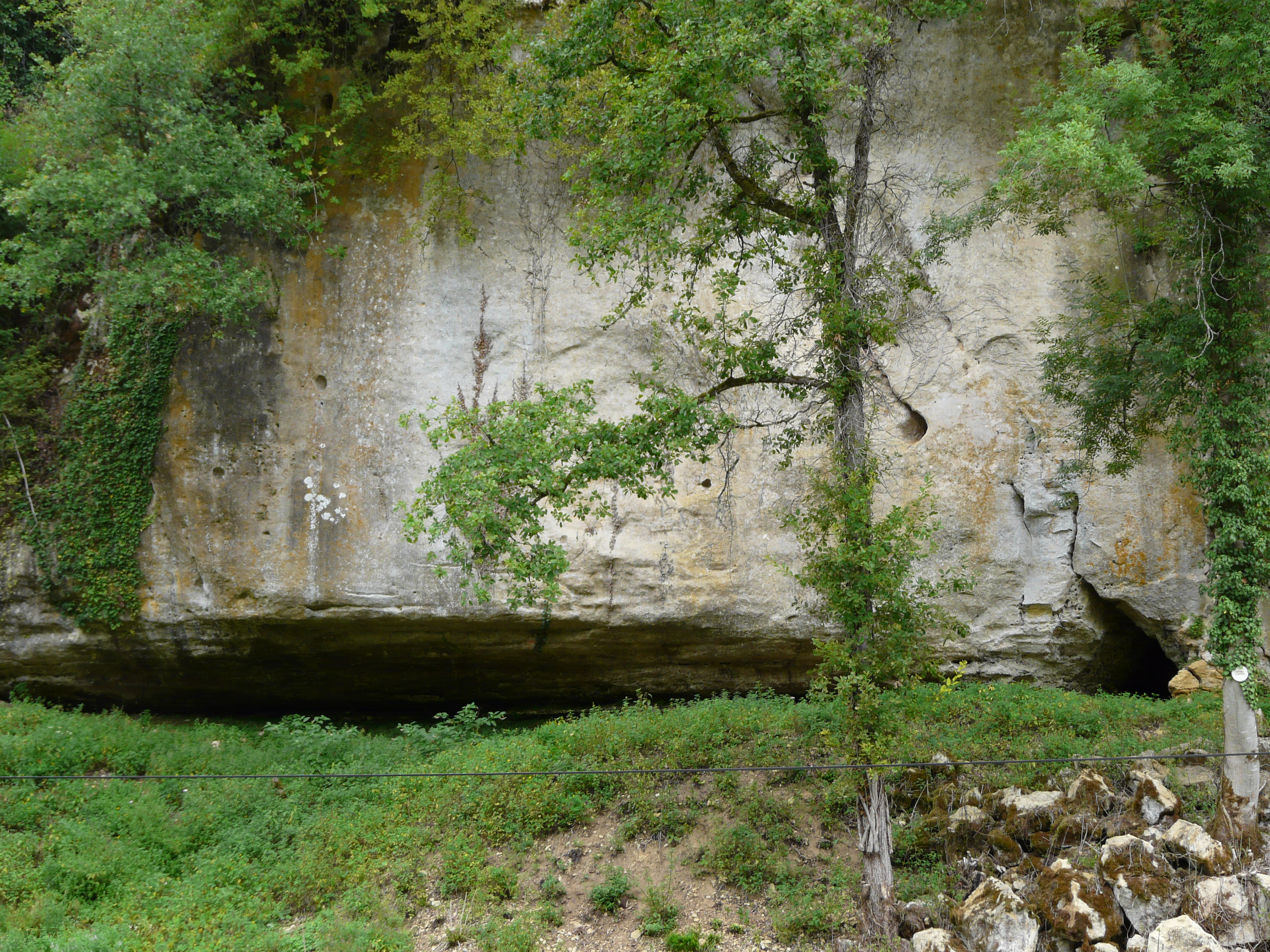
Abri Castanet

Der Abri Castanet bei Sergeac im südwestfranzösischen Département Dordogne in Frankreich ist ein Felsüberhang (Abri). Er enthält Reliefs und Höhlenmalereien aus dem frühen Aurignacien 35.000–37.000 v. Chr. Kurzzeitig waren die im zum Castel-Merle-Komplex zählenden Abris Darstellungen sogar als die ältesten bekannten der Welt eingestuft worden. Nach der Neudatierung im Jahr 2012 galten dann zunächst die Malereien in der spanischen El-Castillo-Höhle als die ältesten, wurden aber mittlerweile von den bis zu 45.500 Jahre alten Darstellungen in den Höhlen im Maros-Pangkep Karst in Indonesien übertroffen.

## Lage
Westlich von Sergeac öffnet sich auf der linken Flussseite der Vézère ein kleines Seitental, das Vallon des Roches oder auch Vallon de Castelmerle genannt wird. In diesem Tal finden sich insgesamt neun Abris, die zum Castel-Merle-Komplex gehören. Der Abri Castanet liegt auf der rechten Talseite des Vallon des Roches, etwa 200 Meter südlich des Flusses. In der Nähe folgen talauswärts auf der gegenüber liegenden Talseite weitere Abris, darunter Abri Reverdit, Roc d’Acier, Abri Labattut und La Souquette.

## Erforschungsgeschichte
Bereits vor dem Ersten Weltkrieg hatte der französische Vorgeschichtler Denis Peyrony begonnen, den 1911 entdeckten Abri Castanet zu untersuchen, und Steinperlen, gelochte Tierzähne und Muscheln sowie zahlreiche Felsgravuren und einfache Malereien an der Felsdecke und auf Felsbrocken entdeckt. Randall White von der New York University fand in den 1990er Jahren hunderte von durchbohrten Schneckenhäusern; die Datierung gab aber Rätsel auf. Im Mittelpunkt des Interesses stehen steinzeitliche Wandgemälde, die erst im Jahr 2007 auf der Unterseite eines abgebrochenen 1,5 Tonnen schweren Steinblocks gefunden wurden. Neben einer unvollendeten Säugetierfigur (möglicherweise ein Bison oder ein Pferd) findet sich eine ovale Form, die einige Forscher als Darstellung einer Vulva deuten. Der Felsüberhang wurde wohl von Rentierjägern genutzt, die unter ihm rund 400 Jahre lang lebten und ihn nach einem Einsturz aufgaben. Die Felsgravuren fanden sich auf der Unterseite des herabgestürzten Felsblock, der ursprünglich die Decke des Unterschlupfes bildete und sich in zwei Meter Höhe befand.
Die Gravuren und Malereien des Abri Castanet befanden sich an den Feuer- und Wohnstätten der Menschen und somit im Tageslichtbereich. Die Kunst im Abri Castanet ist älter als die der berühmten Chauvet-Höhle, die etwa 400 Kilometer östlich liegt. Die Datierung erfolgte mittels der C14-Methode an den im Boden unter dem Stein aufgefundenen Werkzeugen aus Tierknochen wie Schaber, Pfeilspitzen und durchbohrte Schneckenhäuser. Sie ergab 2012 ein Alter von etwa 37.000 Jahren. Die Forscher gehen davon aus, dass es sich um Gegenstände der Bewohner handelt.